# Anthophora ursina
Anthophora ursina är en biart som beskrevs av Cresson 1869. Anthophora ursina ingår i släktet pälsbin, och familjen långtungebin. Inga underarter finns listade i Catalogue of Life.